# Ист, Джефф
Джефф Ист (англ. Jeff East; род. 27 октября 1957 года) — американский актёр, прославившийся благодаря роли молодого Кларка Кента в фильме 1978 года «Супермен».

## Ранние годы
Джеффри Франклин Ист родился в Канзас-Сити, Миссури в семье Айры и Джон Энн Ист. Его отец работал в компании по продаже недвижимости, а его мать была домохозяйкой. Джефф рос вместе со своей старшей сестрой Анной, старшим братом Рональдом и сестрой-близнецом Джейн.

## Актёрская карьера
Ист снимался в таких фильмах, как «Том Сойер» (1973), «Гекльберри Финн» (1974), «Полёт волка» (1974), «Незнакомец в нашем доме» (1978), «Лихорадка Клондайка» (1980), «Смертельное благословение» (1981), «Вверх по течению» (1984), «Дорога на запад» (1986), «Тыквоголовый» (1988), «Другой шанс» (1989), «Смертельное разоблачение» (1993).
Ист играл главную роль в телевизионном фильме 1983 года «На следующий день», появлялся в качестве приглашенной звезды в сериалах «МЭШ», «Потусторонний мир» и Shades of LA.
Без ведома актёра его диалоги в фильме «Супермен» были дублированы Кристофером Ривом.

## Личная жизнь
В 1987 году Джефф стал принимать участие в бизнесе своего отца по продаже недвижимости. В феврале 2004 года он переехал в Канзас-сити, чтобы продолжить бизнес отца.
Джефф был женат трижды. Его первой женой была Лори Гейтс, в браке с которой родилось двое детей: Александр Гейтс Ист (род. в 1984) и Мэдисон Гейтс Ист (род. в 1987). Его второй брак был недолгим и в нём не родилось детей.
В 2014 году Джефф женился в третий раз на Паскаль Ламберт Ист, и вместе с женой переехал во Францию.

## Фильмография
| Год       |     | Русское название          | Оригинальное название             | Роль                                        |
| --------- | --- | ------------------------- | --------------------------------- | ------------------------------------------- |
| 1973      | ф   | Том Сойер                 | Tom Sawyer                        | Гекльберри Финн                             |
| 1974      | ф   | Гекльберри Финн           | Huckleberry Finn                  | Гекльберри Финн                             |
| 1974      | тф  | —                         | Return of the Big Cat             | Джош Макларен                               |
| 1974—1977 | с   | Диснейленд                | Disneyland                        | Расс Хенсон / Джош Макларен / Лонни Бэскомб |
| 1976      | тф  | Полёт серого волка        | Flight of the Grey Wolf           | Расс Хенсон                                 |
| 1977      | тф  | —                         | The Ghost of Cypress Swamp        | Лонни Бэскомб                               |
| 1977      | ф   | —                         | The Hazing                        | Крейг Льюис                                 |
| 1978      | тф  | Незнакомец в нашем доме   | Stranger in Our House             | Питер Брайант                               |
| 1978      | ф   | Супермен                  | Superman                          | Кларк Кент                                  |
| 1979      | с   | Завоевание Запада         | How the West Was Won              | Орли                                        |
| 1979      | с   | —                         | Insight                           | Роб                                         |
| 1979      | тф  | —                         | Mary and Joseph: A Story of Faith | Джозеф                                      |
| 1980      | ф   | Лихорадка Клондайка       | Klondike Fever                    | Джек Лондон                                 |
| 1981      | ф   | Смертельное благословение | Deadly Blessing                   | Джон Шмидт                                  |
| 1982      | с   | МЭШ                       | M*A*S*H                           | лейтенант Павелич                           |
| 1983      | тф  | На следующий день         | The Day After                     | Брюс Галлатин                               |
| 1983      | с   | Маскарад                  | Masquerade                        | Тим                                         |
| 1984      | ф   | Вверх по течению          | Up the Creek                      | Рекс Крендолл                               |
| 1984—1986 | с   | Девятиметровый            | 1st & Ten                         | Брайс Смит                                  |
| 1985      | с   | Потусторонний мир         | Otherworld                        | Рев                                         |
| 1986      | с   | Дорога на запад           | Dream West                        | Тим Донован                                 |
| 1989      | ф   | Тыквоголовый              | Pumpkinhead                       | Крис                                        |
| 1989      | ф   | Ещё один шанс             | Another Chance                    | Харлен                                      |
| 1990      | с   | —                         | Shades of LA                      | Джейк Даймондс                              |
| 1991      | с   | Адам 12                   | The New Adam-12                   | офицер Карсон                               |
| 1992      | ф   | —                         | Blue Champagne                    | Сэм                                         |
| 1992      | с   | Доктор Дуги Хаузер        | Doogie Howser, M.D.               | мистер Фьюкс                                |
| 1993      | ф   | Смертельное разоблачение  | Deadly Exposure                   | Андерсон                                    |
| 2009      | кор | —                         | Misfortune Smiles                 | Великий Освальд                             |
| 2010      | ф   | —                         | Last Breath                       | Деннис                                      |
| 2017      | с   | —                         | Ransom's Law                      | Нейтан Кули                                 |
| 2018      | ф   | Конченая                  | Terminal                          | Бекер                                       |